# География штата Вашингтон

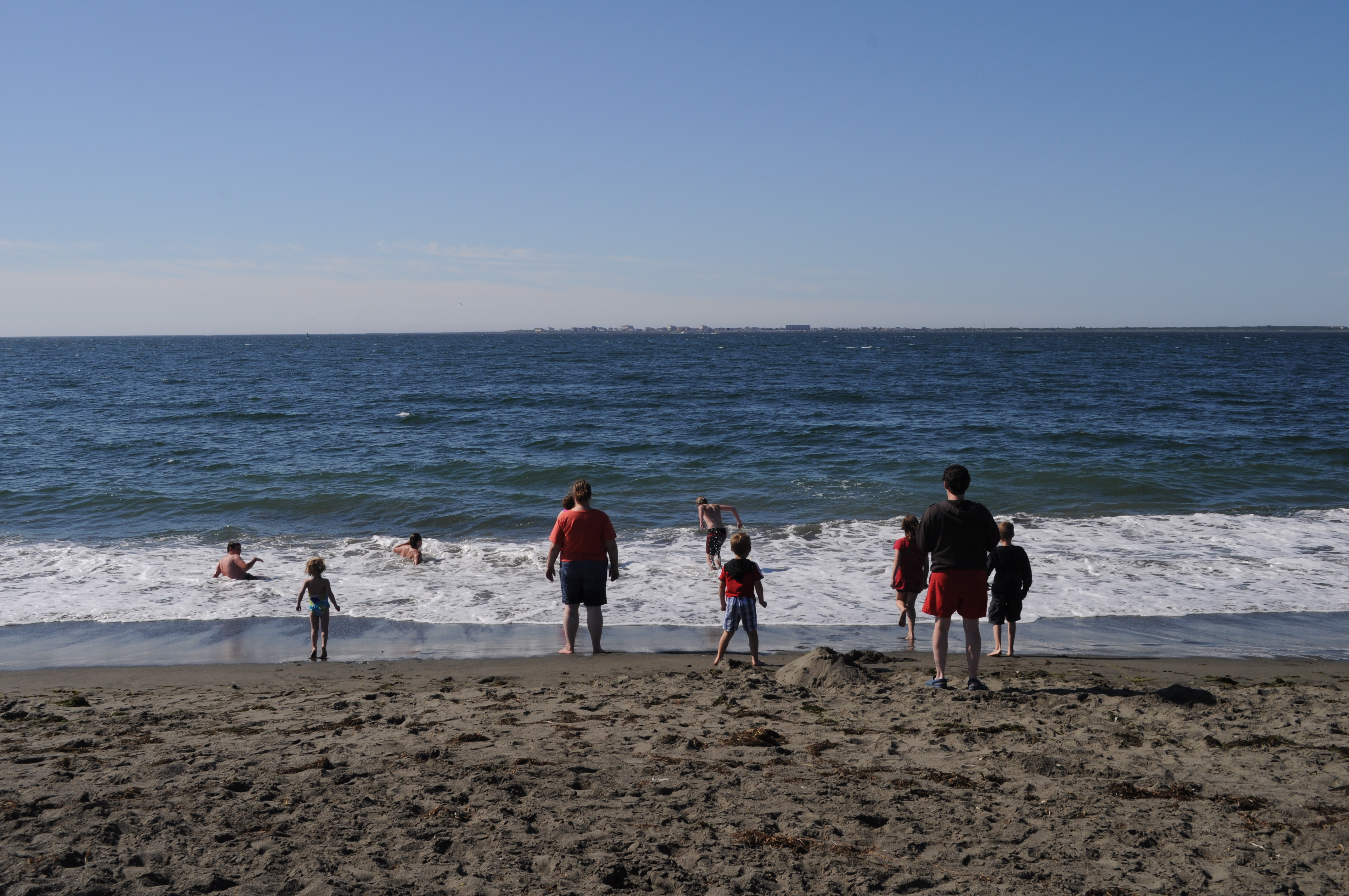
Тихоокеанское побережье в Уэстпорт (Вашингтон)

Вашингтон — штат на западном побережье США, один из так называемых Тихоокеанских штатов. 
Вашингтон — самый северо-западный штат континентальной части США. На востоке он граничит с Айдахо, ограниченный в основном меридианом, проходящим на север от слияния рек Снейк и Клируотер (около 117° 02' 23" западной долготы), за исключением самой южной части, где граница проходит по реке Снейк. На юге граничит с Орегоном, река Колумбия образует западную часть, а 46-я параллель — восточную часть границы Орегона и Вашингтона. Во время отделения Вашингтона от Орегона первоначальный план границы проходил по реке Колумбия на восток до слияния с рекой Снейк, а затем по реке Снейк на восток; этот план был изменен, чтобы сохранить плодородные сельскохозяйственные угодья Уолла-Уолла в Вашингтоне.
К западу от Вашингтона находится Тихий океан. Его северная граница проходит в основном вдоль 49-й параллели, а затем через морские границы через пролив Джорджии, пролив Аро и пролив Хуан-де-Фука, гранича с канадской провинцией Британская Колумбия на севере.

## Обзор
Вашингтон является частью региона, известного как Тихоокеанский Северо-Запад, термин, который всегда относится как минимум к Вашингтону и Орегону, и может включать или не включать некоторые или все из следующих территорий, в зависимости от намерений пользователя: Айдахо, западная Монтана, северная Калифорния, Британская Колумбия и Аляска.
Высокие Каскадные горы тянутся с севера на юг, разделяя штат пополам. Помимо Западного Вашингтона и Восточного Вашингтона, жители называют эти две части штата «Вестсайд» и «Истсайд», «Мокрая сторона» и «Сухая сторона» или «Тимберленд» и «Уитленд», причём последняя пара чаще встречается в названиях предприятий и учреждений, характерных для данного региона. Эти термины отражают географию, климат и промышленность земель по обе стороны Каскадных гор.

### Западный Вашингтон

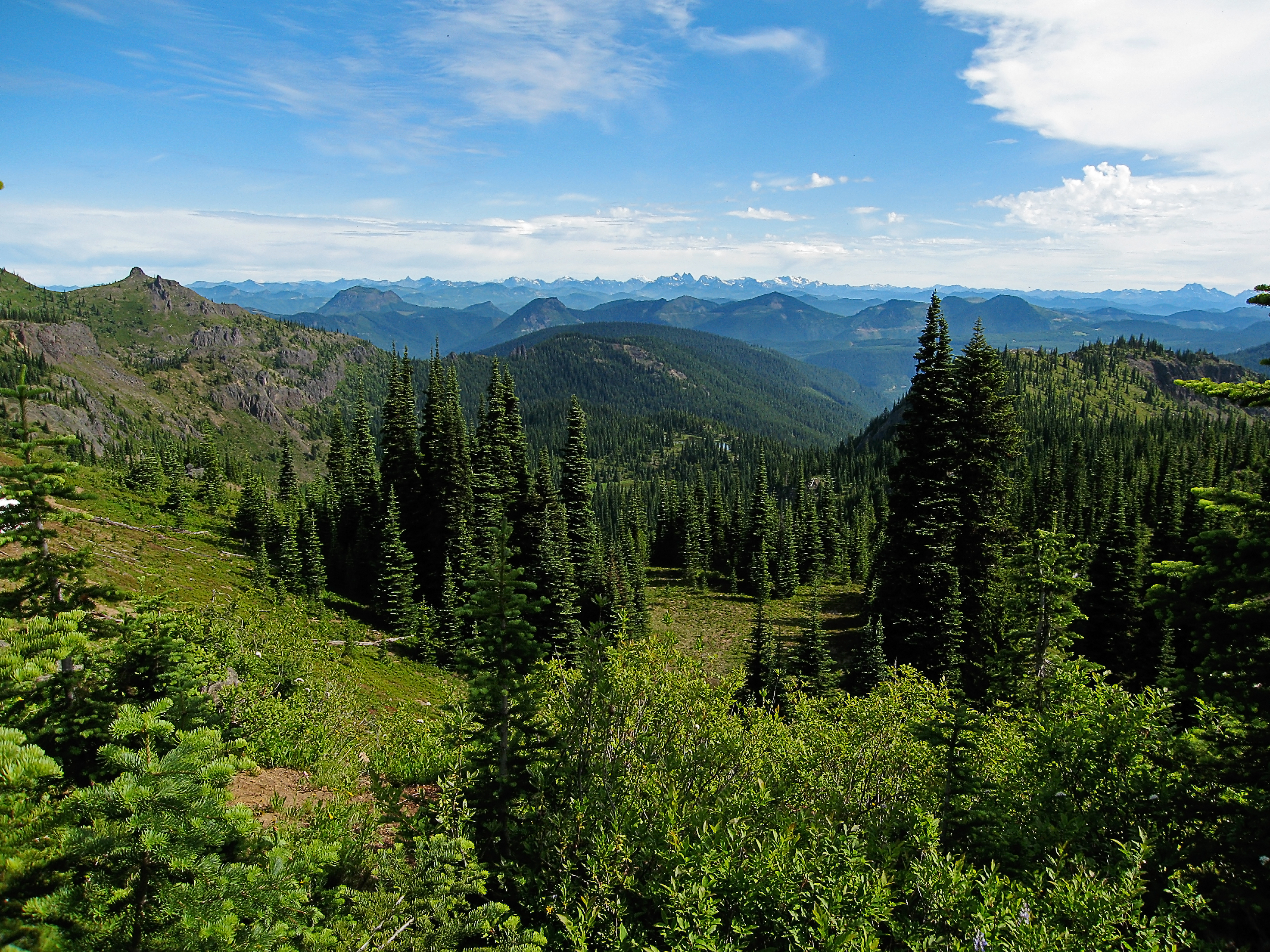
Маунт-Бейкер-Сноквалми

К западу от Каскадных гор в Западном Вашингтоне преобладает средиземноморский климат с умеренными температурами и влажными зимой, осенью и весной, а также относительно сухим летом. В Каскадном хребте находится несколько вулканов, высота которых значительно превышает высоту остальных гор. С севера на юг расположены следующие крупные вулканы: Бейкер, Глейшер-Пик, Рейнир, Сент-Хеленс и Адамс. Все они являются действующими вулканами.
Гора Рейнир — самая высокая гора в штате находится в 50 милях (80 км) к югу от города Сиэтл, откуда он хорошо виден. Геологическая служба США считает Рейнир высотой 4392 м самым опасным вулканом в Каскадных горах из-за его близости к агломерации Сиэтла и самым опасным в континентальной части США согласно списку Декадные вулканы. Он также покрыт большим количеством ледникового льда, чем любая другая вершина в 48 смежных штатах.
На западе штата Вашингтон также находятся горы Олимпик-Маунтинс, расположенные далеко на западе полуострова Олимпик, где произрастают густые хвойные леса и участки умеренного дождевого леса. Эти густые леса, такие как тропический лес Хох, являются одними из немногих тропических лесов в континентальной части Соединённых Штатов. Хотя в Западном Вашингтоне не всегда выпадает большое количество осадков, измеряемое общим количеством дюймов осадков в год, здесь стабильно больше дождливых дней в году, чем в большинстве других мест в стране.

### Восточный Вашингтон

Юго-восточный Вашингтон

Восточный Вашингтон — часть штата к востоку от Каскадных гор — имеет относительно сухой климат, в отличие от западной стороны. Он включает в себя большие площади полузасушливых степей и несколько действительно засушливых пустынь в дождевой тени Каскадных гор; резервация Ханфорд получает среднегодовое количество осадков от 6 до 7 дюймов (от 150 до 180 мм). Несмотря на ограниченное количество осадков, сельское хозяйство является чрезвычайно важным бизнесом на большей части Восточного Вашингтона, поскольку почва высокопродуктивна, а орошение, которому способствуют плотины вдоль реки Колумбия, довольно широко распространено. Расселение жителей в Восточном Вашингтоне во многом определяется доступом к воде, особенно рекам. Все основные города расположены вдоль рек или озер; большинство из них названы в честь реки или озера, к которым они примыкают.
Дальше на восток климат становится менее засушливым, годовое количество осадков увеличивается по мере продвижения на восток до 21,2 дюйма (540 мм) в Пулмене, недалеко от границы Вашингтона и Айдахо. Нагорье Оканоган и массивный хребет Кеттл-Ривер  и горы Селкерк покрывают большую часть северо-восточного квадранта штата. Юго-восточный регион Палуз в Вашингтоне был лугом, который в основном был преобразован в сельскохозяйственные угодья, и простирается до Блу-Маунтинс.

## Климат

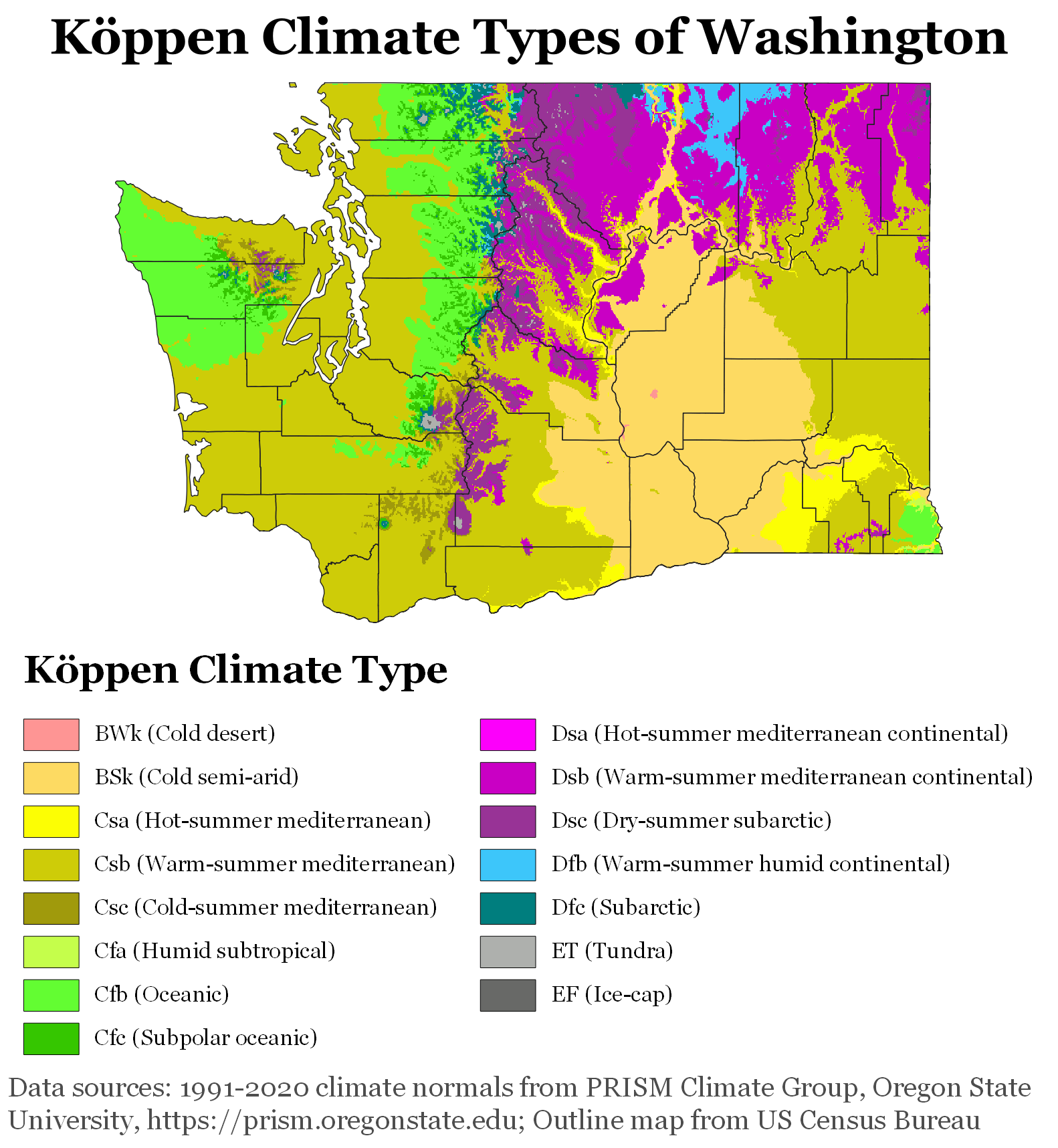
Классификация климатов Кёппена в Вашингтоне, по данным Климатологической стандартной нормы 1991—2020 годов.

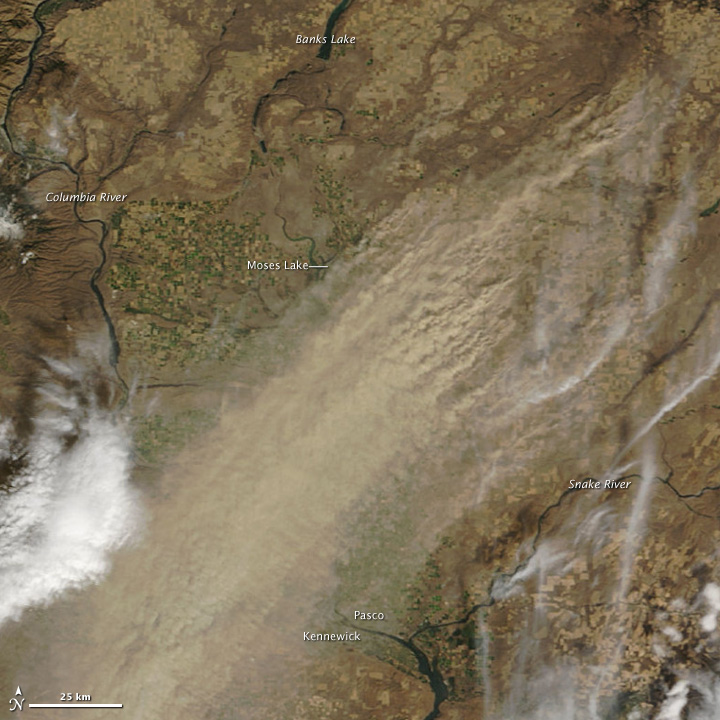
Богарное земледелие вызвало мощную пыльную бурю в засушливых районах восточной части Вашингтона 4 октября 2009 года. Предоставлено: NASA/GSFC, MODIS Rapid Response.

Осенью и зимой в северной части Тихого океана господствует циклоническая система низкого давления. Воздух, закручивающийся спиралью против часовой стрелки, заставляет преобладающие ветры Вашингтона дуть с юго-запада и приносить относительно тёплые и влажные воздушные массы и предсказуемо дождливый сезон. Термин «Ананасовый экспресс» используется в разговорной речи для описания событий Атмосферной реки, когда повторяющиеся штормовые системы направляются этим постоянным циклоном из тропических и околотропических тихоокеанских регионов на северо-запад Тихого океана.
Несмотря на то, что морской климат Западного Вашингтона похож на климат многих прибрежных городов Европы, есть исключения, такие как «Большие снега» 1880, 1881, 1893 и 1916 годов и «морозильник» зим 1883–1884, 1915–1916, 1949–1950 и 1955–1956 годов и другие. Во время этих событий Западный Вашингтон пережил до 6 футов (1,8 м) снега, температуру ниже нуля (−18 °C), три месяца со снегом на земле и озера и реки, замерзшие на несколько недель. Самая низкая официально зарегистрированная температура в Сиэтле составляет 0 °F (−18 °C) и была зафиксирована 31 января 1950 года, однако в районах с низкой высотой над уровнем моря, расположенных примерно в трёх часах езды от Сиэтла, зафиксированы самые низкие температуры до −48 °F (−44 °C).
Южная осцилляция сильно влияет на погоду в холодное время года. Во время фазы Эль-Ниньо струйное течение проникает в США южнее через Калифорнию, поэтому поздняя осень и зима более сухие, чем обычно, с меньшим снежным покровом. Фаза Ла-Нинья усиливает струйное течение через Тихоокеанский северо-запад, в результате чего в Вашингтоне больше дождей и снега, чем обычно.
В 2006 году Группа по изучению последствий изменения климата при Вашингтонском университете опубликовала работу «Влияние изменения климата на экономику Вашингтона», в которой содержалась предварительная оценка рисков и возможностей, возникающих в связи с возможным повышением глобальной температуры и его влиянием на штат Вашингтон.

### Эффекты дождевой тени

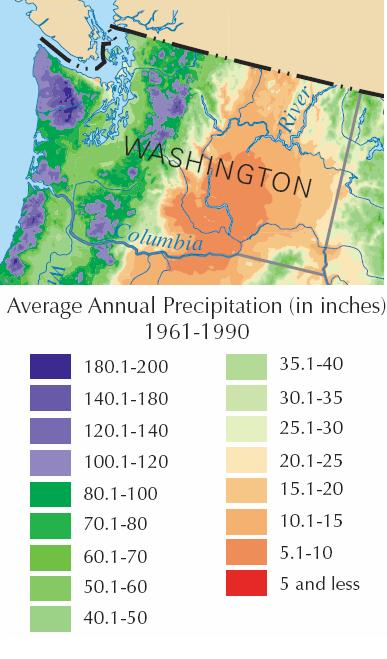
В Вашингтоне наблюдаются значительные колебания количества осадков.

Количество осадков в Вашингтоне резко меняется с востока на запад. Западная сторона полуострова Олимпик получает до 160 дюймов (4100 мм) осадков в год, что делает её самой влажной территорией из 48 смежных штатов и умеренным дождевым лесом. Недели могут проходить без ясного дня. Западные склоны Каскадных гор получают одни из самых сильных ежегодных снегопадов (в некоторых местах более 200 дюймов или 5100 миллиметров водного эквивалента) в стране. В зоне дождевой тени к востоку от Каскадных гор годовое количество осадков составляет всего 6 дюймов (150 мм). Затем количество осадков снова увеличивается на восток в сторону Скалистых гор (примерно в 120 милях (190 км) к востоку от границы Айдахо).
Олимпик-Маунтинс и Каскадные горы усугубляют эту климатическую картину, вызывая орографическую облачность воздушных масс, выдуваемых вглубь страны с Тихого океана, в результате чего наветренная сторона гор получает высокий уровень осадков, а подветренная сторона — низкий. Это происходит наиболее драматично вокруг Олимпик-Маунтинс и Каскадных гор. В обоих случаях наветренные склоны, обращенные к юго-западу, получают большое количество осадков и умеренные, прохладные температуры. В то время как низины залива Пьюджет-Саунд известны облаками и дождями зимой, западные склоны Каскадных гор получают большее количество осадков, часто выпадающих в виде снега на больших высотах. Гора Бейкер, расположенная недалеко от северной границы штата, является одним из самых снежных мест в мире. В 1999 году здесь был установлен мировой рекорд по количеству выпавшего снега за один сезон — 1140 дюймов (95 футов; 29 м).
К востоку от Каскадных гор большой регион испытывает сильные эффекты дождевой тени. Полузасушливые условия наблюдаются в большей части Восточного Вашингтона с самыми сильными эффектами дождевой тени на относительно низких высотах центральной части Колумбийского плато — особенно в регионе к востоку от реки Колумбия примерно от реки Снейк до нагорья Оканаган. Таким образом, вместо дождевых лесов большая часть Восточного Вашингтона покрыта сухими лугами, кустарниковыми степями и дюнами.

### Температуры
Среднегодовая температура колеблется от 51 °F (11 °C) на побережье Тихого океана до 40 °F (4 °C) на северо-востоке. Самая низкая температура, зарегистрированная в штате, составила −48 °F (−44 °C) в Уинтропе и Мазаме. Самая высокая зарегистрированная температура в штате составила 120 °F (49 °C) в Ханфорде 29 июня 2021 года. Оба рекорда были установлены к востоку от Каскадных гор. Западный Вашингтон известен своим мягким климатом, значительным туманом, частой облачностью, продолжительными моросящими дождями зимой и тёплым умеренным летом. Восточный регион, который не получает выгоды от общего смягчающего эффекта Тихого океана, иногда испытывает экстремальный климат. Арктические холодные фронты зимой и волны тепла летом не являются редкостью. В Западном регионе температура достигла 118 °F (48 °C) в Мейпл-Валли во время аномальной жары в западной части Северной Америки в июне 2021 года, которая, как сообщается, стала 1000-летним погодным явлением и побила несколько рекордов на Тихоокеанском северо-западе. В Западном Вашингтоне она также опустилась до −6 °F (−21 °C) в Лонгвью.

## Флора и фауна

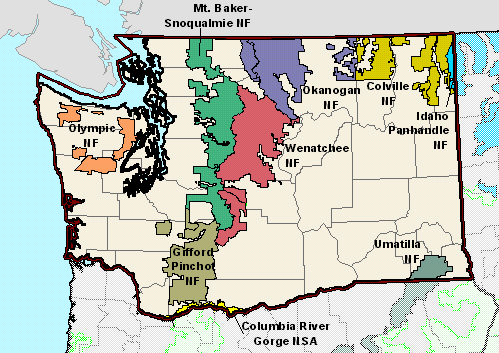
Национальные леса Вашингтона

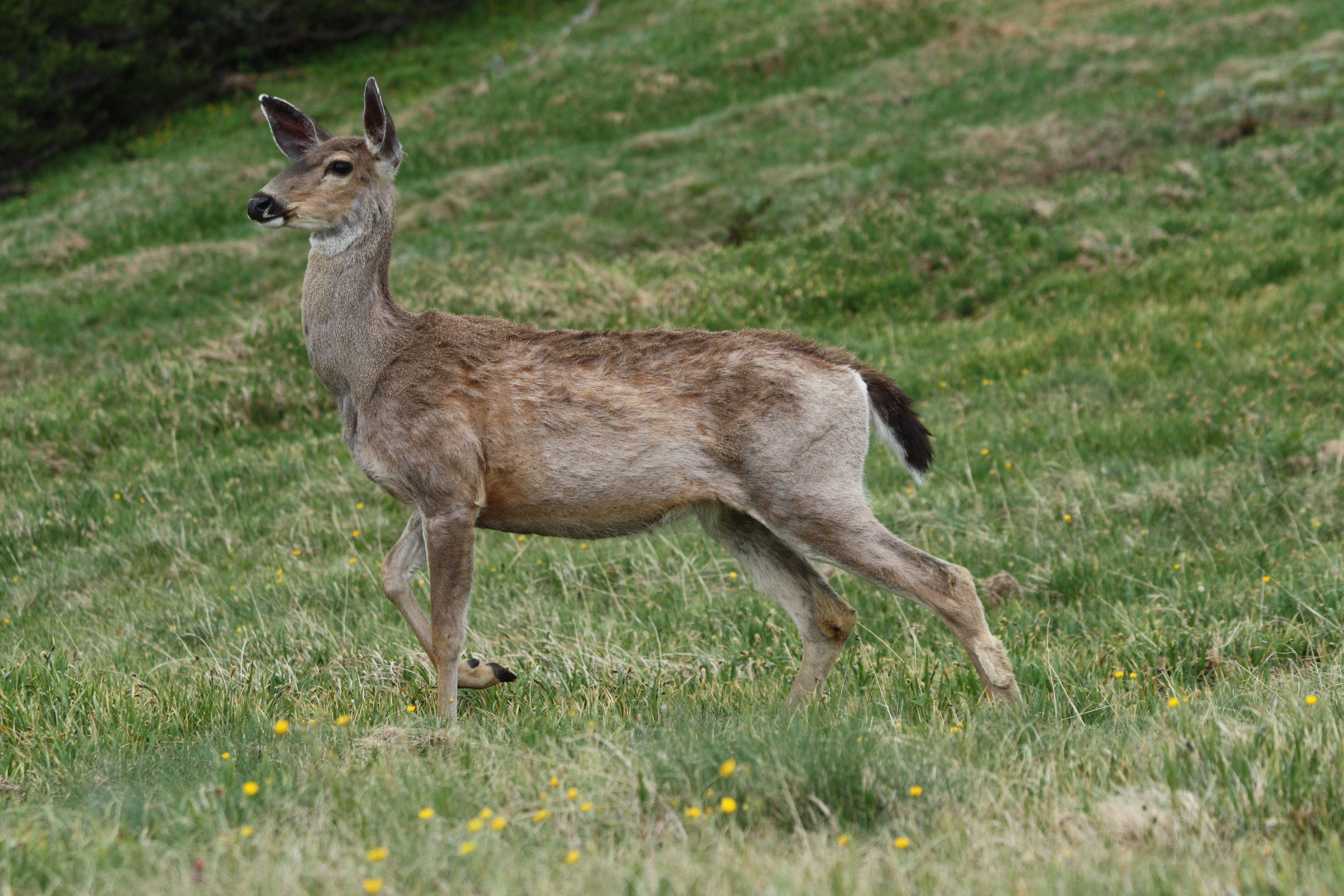
Чернохвостые олени пасутся в Оленьем парке в Национальном парке Олимпик

Леса покрывают около половины площади штата, в основном к западу от северных Каскадных гор. Примерно две трети лесной площади Вашингтона находятся в государственной собственности, включая 64 процента федеральных земель. Распространенные деревья и растения в регионе: камассия, пихта Дугласа, болиголов, пенстемон, сосна жёлтая, туя складчатая и многие виды папоротников. Различные районы дикой природы штата предлагают убежище с существенно большими популяциями куликов и морских млекопитающих. Тихоокеанское побережье, окружающее острова Сан-Хуан, густо заселено касатками, серыми и горбатыми китами.
В Восточном Вашингтоне флора сильно отличается. Перекати-поле и полынь доминируют в ландшафте на большей части сельской местности. Лох узколистный и другие деревья обычны вдоль берегов рек; однако, за исключением берегов рек, большие полосы Восточного Вашингтона не имеют естественных деревьев вообще (хотя многие деревья были посажены и орошаются людьми, конечно). Более широкое разнообразие флоры можно найти как в Блу-Маунтинс, так и на восточных склонах Каскадных гор.
Млекопитающие, обитающие в штате, включают летучую мышь, барибала, рысь, пуму, койота, оленя, вапити, серого волка, зайца, лося, аплодонтию, ондатру, опоссума, гоферовых, кролика, енота, канадскую выдру, скунса и древесную белку. Из-за широкого географического диапазона штат Вашингтон является домом для нескольких различных экорегионов, которые допускают разнообразный спектр видов птиц. Этот диапазон включает хищных птиц, куликов, лесных птиц, луговых птиц, уток и других. Также было завезено большое количество видов в Вашингтон, начиная с начала XVIII века, включая лошадей и ослов. Канальный сомик, минога и осетр входят в число 400 известных пресноводных рыб. Наряду с Rana cascadae, есть несколько форм змей, которые определяют наиболее выдающихся рептилий и амфибий. Прибрежные заливы и острова часто населены обильным количеством моллюсков и китов. Есть пять видов лосося, которые поднимаются в район Западного Вашингтона, от ручьев до нереста.
В Вашингтоне есть множество подразделений Службы национальных парков. Среди них Парк штата Альта-Лейк, Национальная зона отдыха Лейк-Рузвельт, Национальный заповедник дикой природы Сан-Хуан-Айлендс, а также три национальных парка — национальный парк Олимпик, Национальный парк Норт-Каскейдс и Национальный парк Маунт-Рейнир. Три национальных парка были созданы между 1899 и 1968 годами. Почти 95 процентов (876 517 акров, 354 714 гектаров, 3 547,14 квадратных километров) площади Национального парка Олимпик были обозначены как дикая природа в рамках Национальной системы сохранения дикой природы. Кроме того, есть 143 парка штата и 9 национальных лесов, управляемых Системой парков штата Вашингтон и Лесной службой США. Национальный лес Оканоган является крупнейшим национальным лесом на Западном побережье, охватывая 1 499 023 акра (606 633 га). Он управляется совместно с Национальным лесом Уэнатчи как Национальный лес Оканоган-Уэнатчи, охватывающий значительно большую территорию — около 3 239 404 акров (1 310 940 га).

## Административное деление
В штате 39 округов и 281 инкорпорированный муниципалитет, которые делятся на города (англ. cities and towns). Большая часть населения штата проживает в Западном Вашингтоне, в Сиэтлской агломерации; город Сиэтл с населением 737 015 человек по переписи 2020 года является главным городом Западного Вашингтона.
| №  | Название     | Округа   | Население |
| -- | ------------ | -------- | --------- |
| 1  | Сиэтл        | Кинг     | 737,015   |
| 2  | Спокан       | Спокан   | 228,989   |
| 3  | Такома       | Пирс     | 219,346   |
| 4  | Ванкувер     | Кларк    | 190,915   |
| 5  | Бельвью      | Кинг     | 151,854   |
| 6  | Кент         | Кинг     | 136,588   |
| 7  | Эверетт      | Снохомиш | 110,629   |
| 8  | Рентон       | Кинг     | 106,785   |
| 9  | Спокан-Валли | Спокан   | 102,976   |
| 10 | Федерал-Уэй  | Кинг     | 101,030   |